# Noguera de Tor (Valle Ferrera)

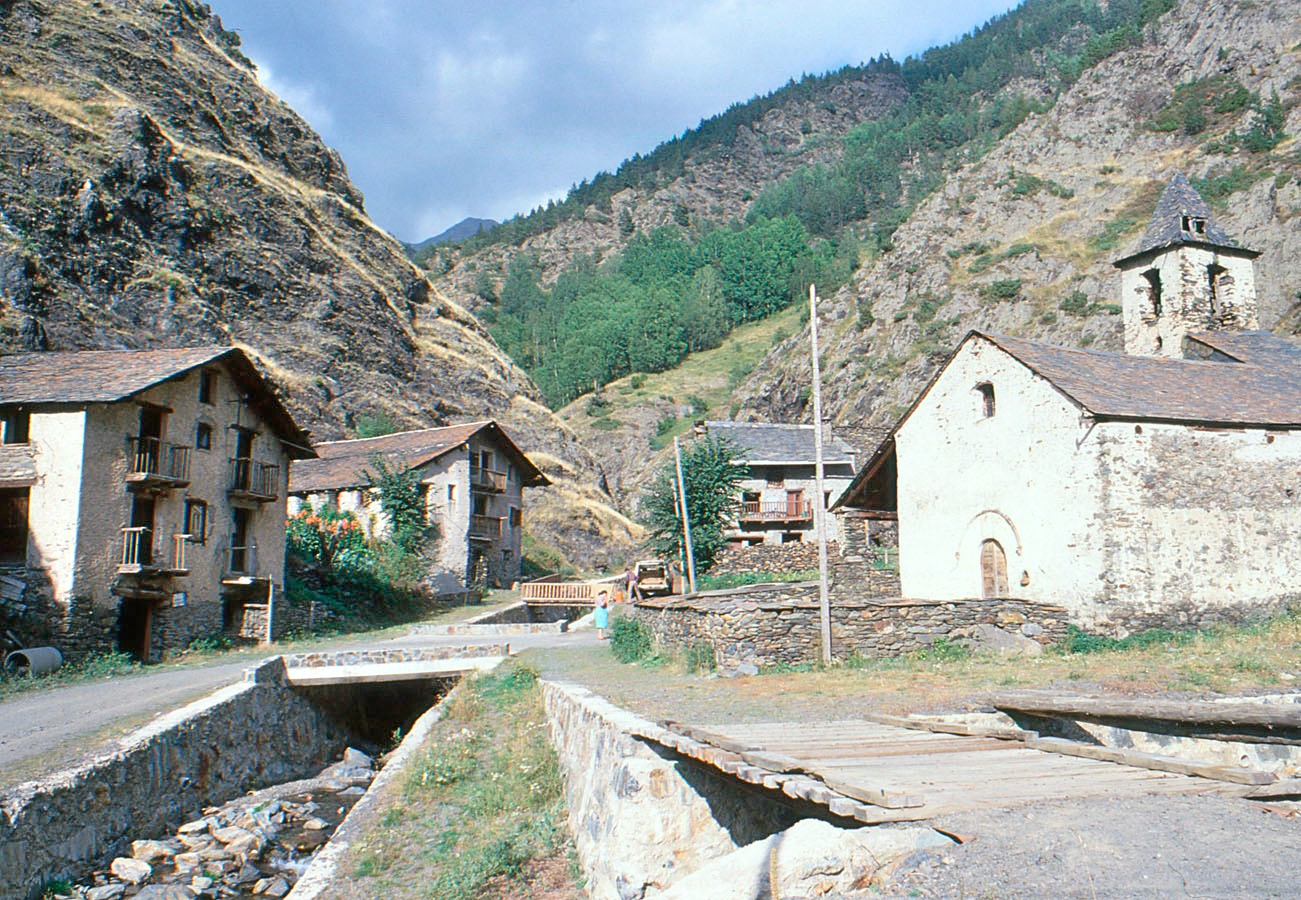
La Noguera de Tor a su paso por el pueblo de Tor

El Noguera de Tor es un río catalán, afluente del Noguera de Vallferrera. Nace de la confluencia de dos barrancos en la población de Tor: el Río de la Rabassa y el Barranco de Vallpeguera. Su longitud es de 12,5 kilómetros y a su paso forma el Valle de Tor en el que se encuentran la población de Norís. Su régimen es nival y su caudal es regular. Desemboca en el Noguera de Vallferrera muy cerca de la población de Alins.
- Datos: Q18005140